# Square de Châtillon
Le square de Châtillon est une voie publique du quartier du Petit-Montrouge dans le 14e arrondissement de Paris, en France.

## Situation et accès

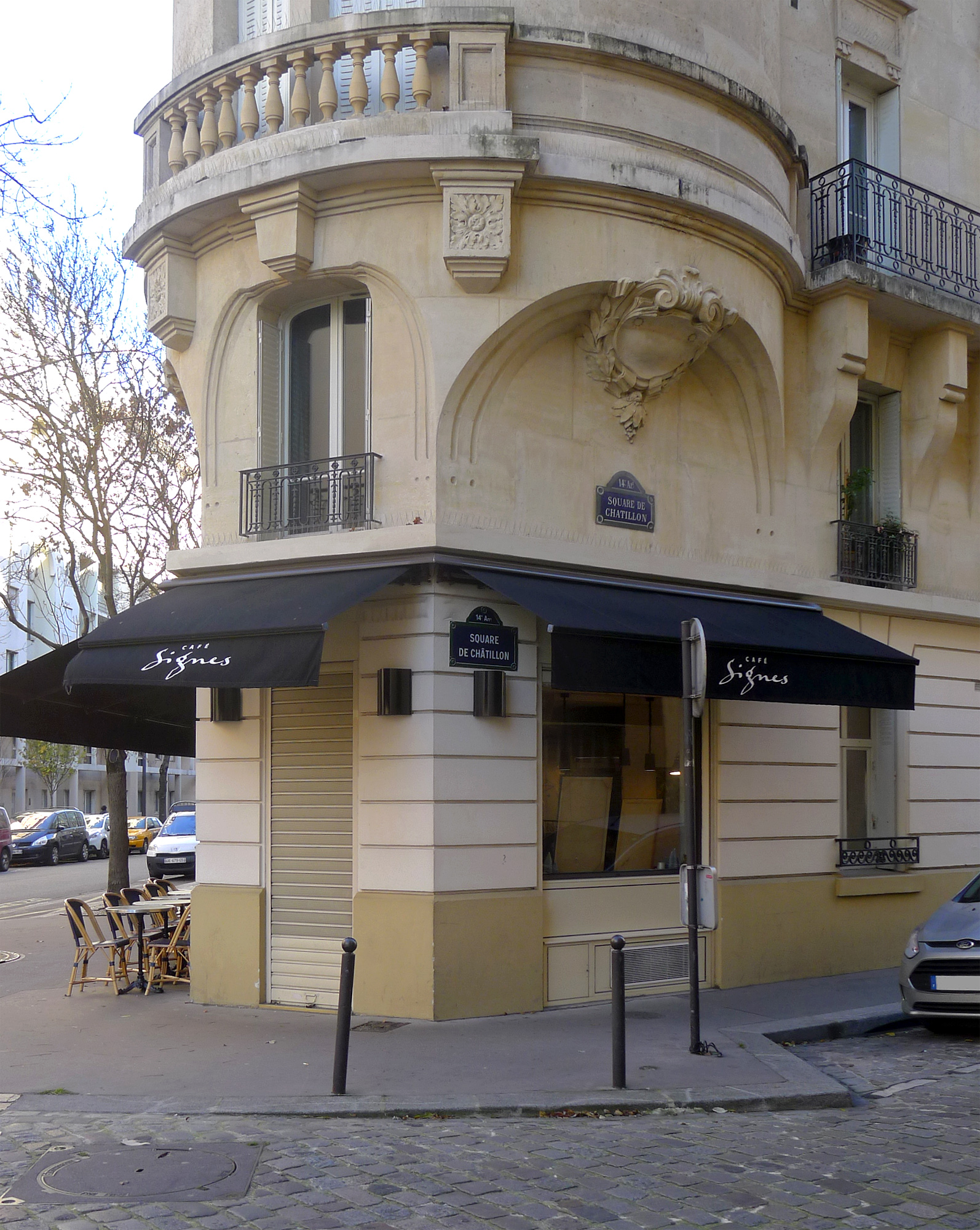
No 1 : immeuble à angle arrondi, portant aussi le no 33 avenue Jean-Moulin.

Orienté globalement est-ouest — avec deux petits embranchements perpendiculaires — le square de Châtillon commence entre les nos 33 et 35 de l'avenue Jean-Moulin et se termine en impasse. 
Longeant à proximité immédiate la tranchée de la voie ferrée de l'ancienne ligne de Petite Ceinture, il est situé à une distance d'environ 400 m au sud-ouest de la place Victor-et-Hélène-Basch, à environ 300 m au nord-ouest de la place de la Porte de Châtillon et à environ 700 m du boulevard périphérique sud de Paris. Il est constitué de trois tronçons dont les deux premiers, pavés et accessibles aux automobiles, débutent respectivement avenue Jean-Moulin et 8, square de Châtillon et se terminent en cul-de-sac. Le troisième est un passage piéton privé sans nom qui est désigné voie F/14 dans la nomenclature des voies de Paris. Ce dernier tronçon, non carrossable, s'étire en hauteur le long de la tranchée de la voie ferrée à partir du 13, square de Châtillon jusqu'au 24 bis de la rue Friant. Il est sécurisé par des grilles métalliques à double vantail posées à chacune de ses extrémités qui en interdisent l'accès aux grand public.
Les infrastructures de transport en commun qui desservent le square de Châtillon sont la station Porte d'Orléans sur la ligne 4 du métro et sur la ligne 3a du tramway d'Île-de-France ainsi que plusieurs arrêts des lignes de bus RATP, le plus proche étant l'arrêt Hôpital Notre-Dame du Bon Secours - Antoine Chantin sur la ligne 58.

## Origine du nom
Elle porte ce nom en raison de son voisinage de l'ancienne avenue de Châtillon qui menait à Châtillon.

## Historique
Cette voie est ouverte en 1928, dans un lotissement appartenant à M. Gandrille, et prend sa dénomination la même année. 

## Galerie

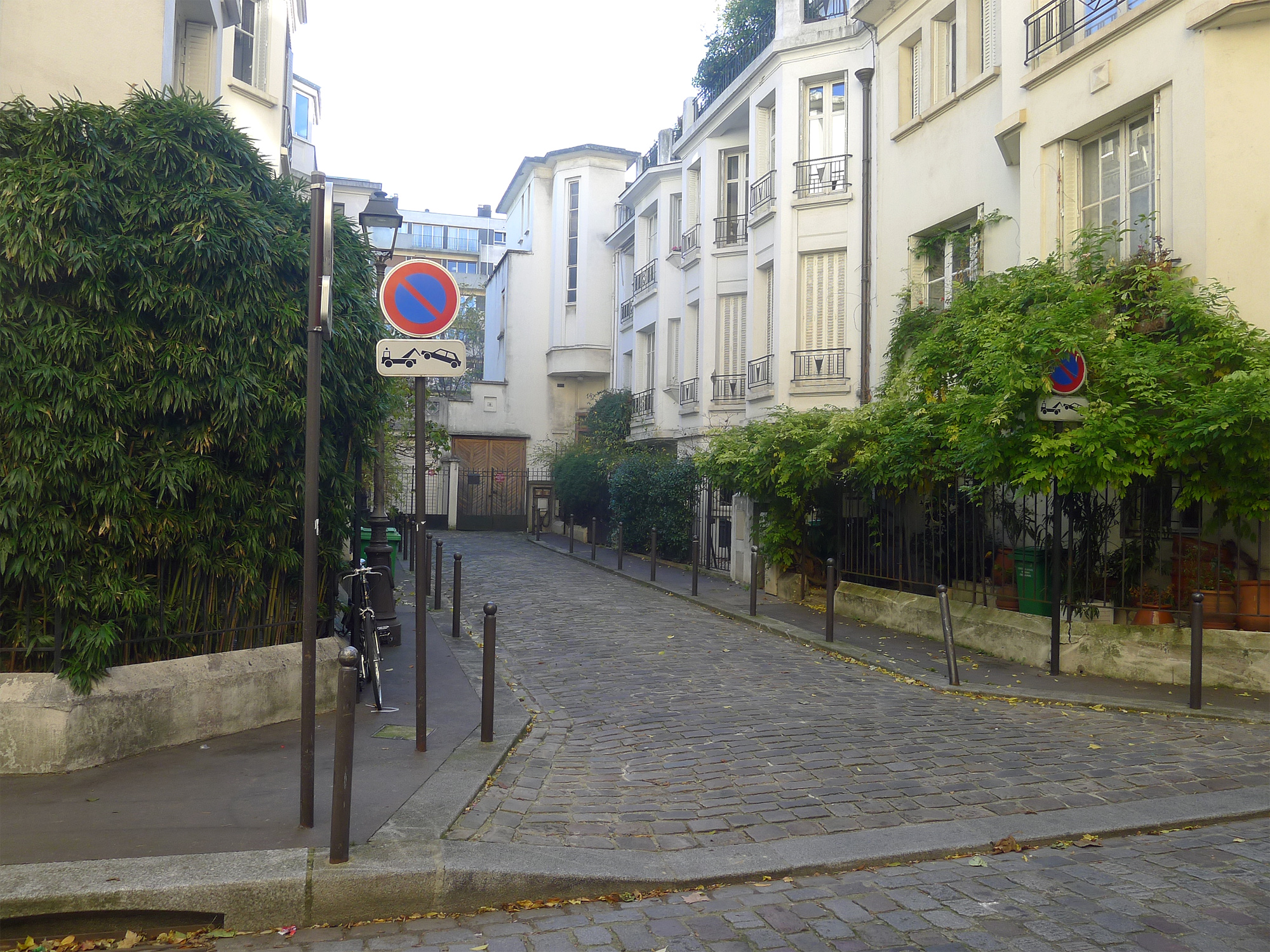
Nos 22 et 8 : Immeubles d'angle (1928) et vue vers le fond du 2e tronçon.
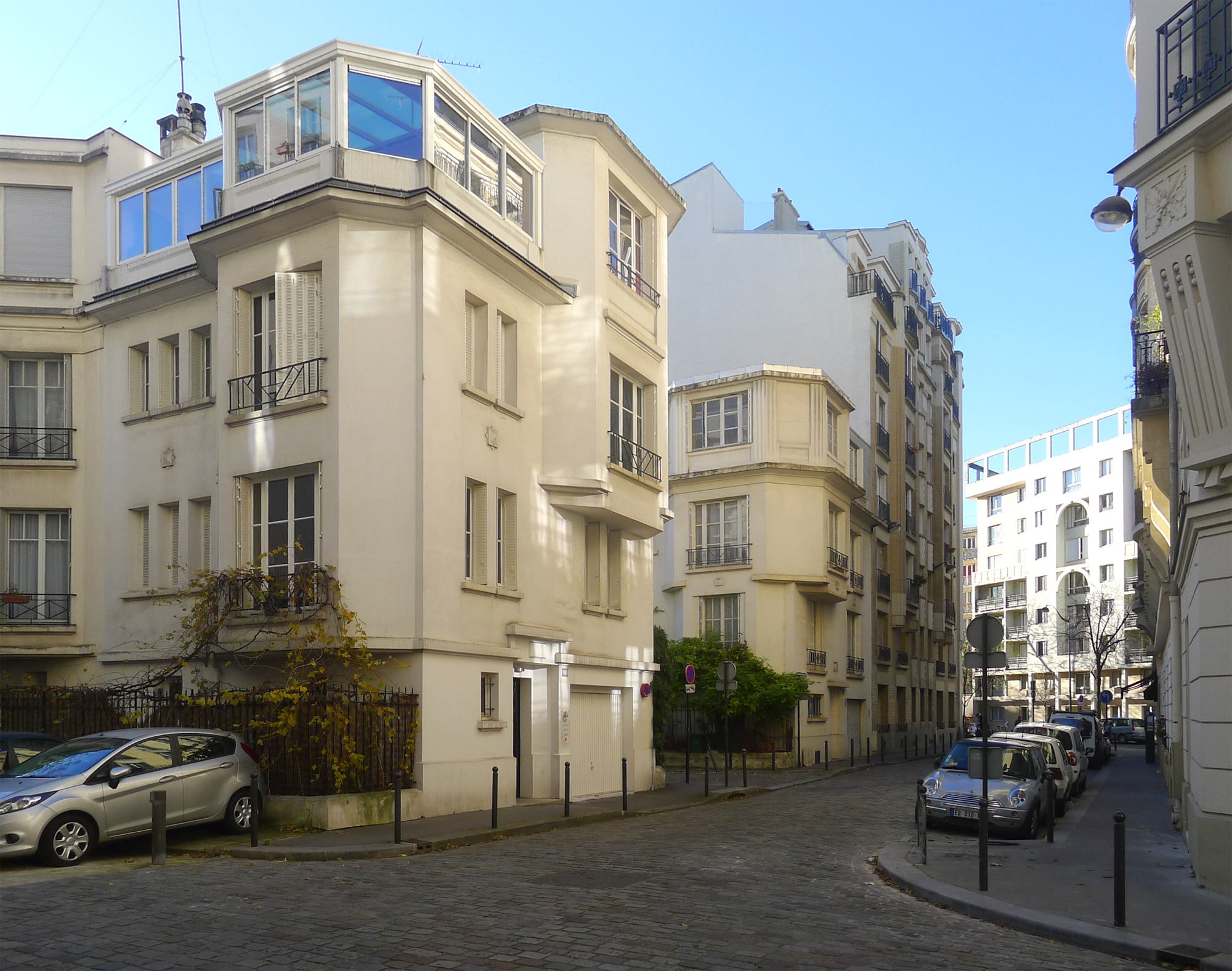
Nos 22 et 8 : vue du 1er tronçon en direction de l'avenue Jean-Moulin.
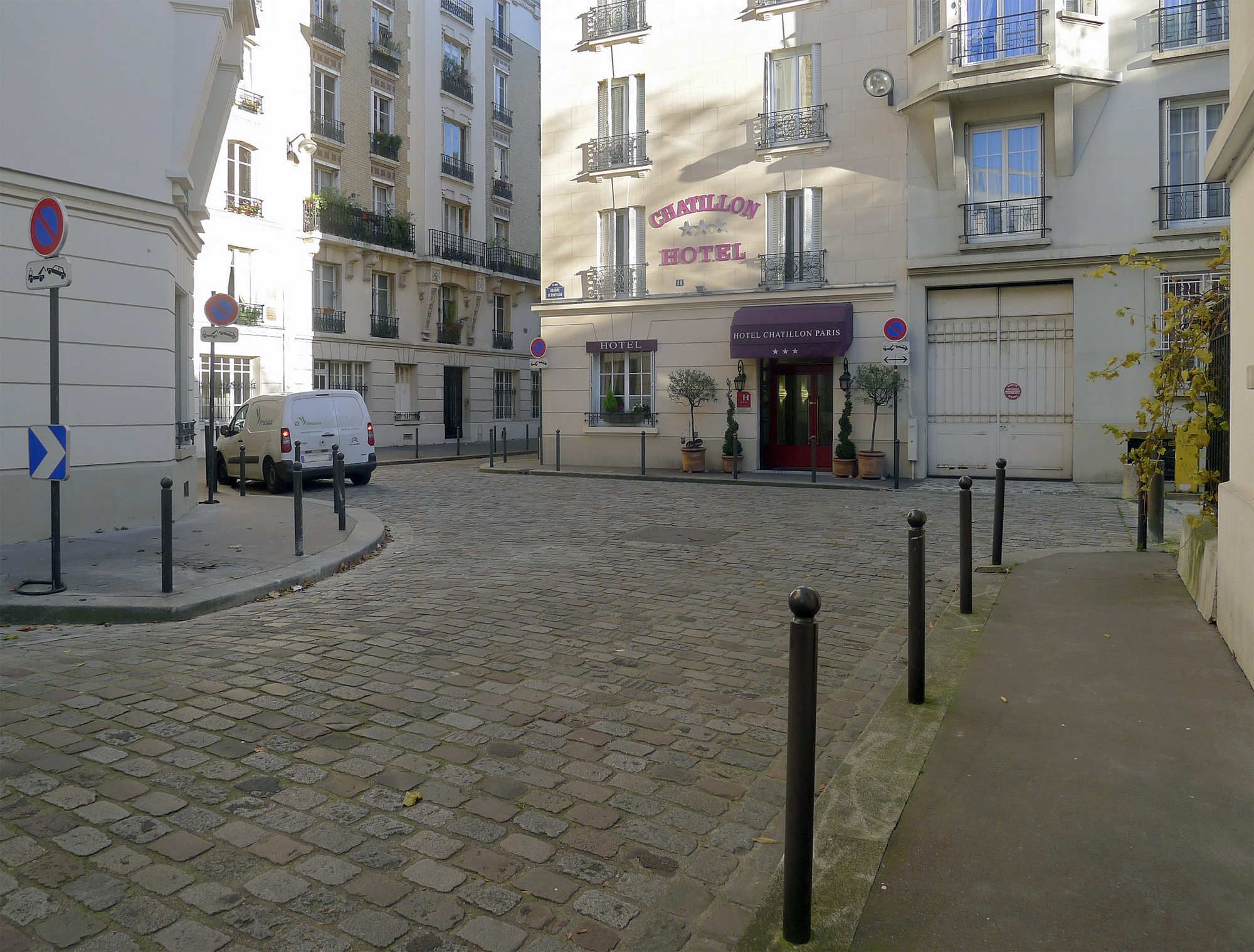
Vers le fond de l'impasse.
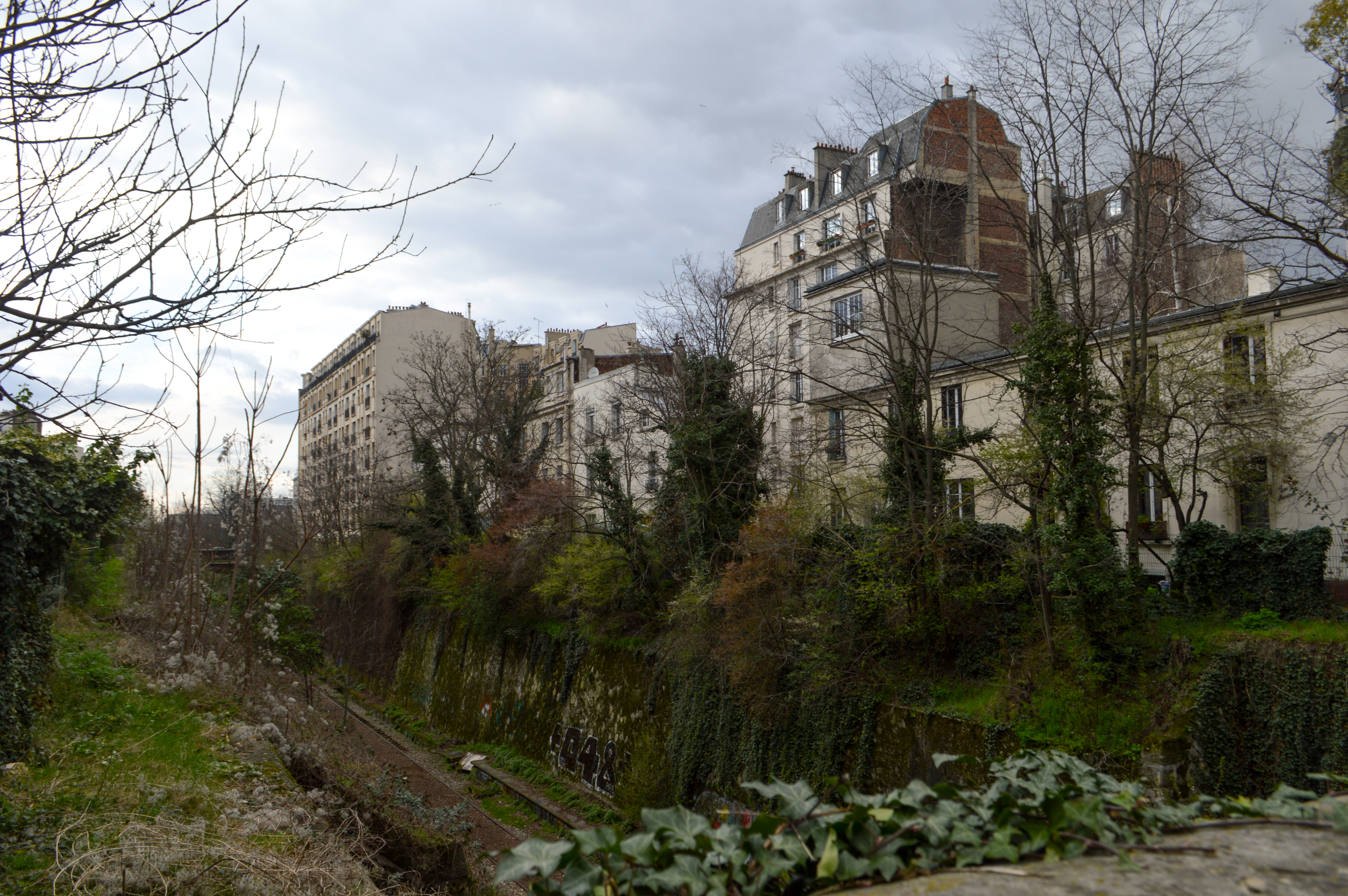
Les immeubles du square vues du pont sur la ligne de Petite Ceinture de la rue Friant.